# Cascastel-Villeneuve
Ancienne commune de l'Aude, la commune de Cascastel-Villeneuve a existé de la fin du XVIIIe siècle à 1892. Elle a été créée entre 1790 et 1794 par la fusion des communes de Cascastel et de Villeneuve-les-Corbières. En 1892 elle a été supprimée et les deux communes constituantes ont été rétablies.